# Pölleritzerwiese
Pölleritzerwiese, auch als Pölleritzwiese genannt, ist eine Siedlung in der Katastralgemeinde Breitenfurt der Gemeinde Breitenfurt bei Wien, Niederösterreich.
Die Ortslage befindet sich südlich des Ortskerns von Breitenfurt-Ost und nordöstlich des Lattermaißberges in Hanglage.
Die heutige Siedlung war früher eine unbebaute Flur.
Bei der Volkszählung 1961 wurden für die Siedlung 100 Einwohner in 60 Häusern gezählt. Die Siedlung gehörte damals zum Sprengel des Postamts Königsbühel. Im Generationenplan Breitenfurt wird die Siedlung 2018 mit für die Wohnfunktion dominierender Bebauung beschrieben. Sie ist heute mit den südlichen Ortsteilen von Breitenfurt-Ost, und den talauswärtigen Lagen von Hirschentanz verwachsen, hat sich aber gewisse Eigenständigkeit bewahrt.
Östlich liegt der Wiener Bürgerspitalswald.
Südlich des verbauten Gebietes befinden sich zwei Hochbehälter für Trinkwasser, von denen der zweite im Jahr 1990 errichtet wurde. Zur Wiener Hütte, die südlich oberhalb von Pölleritzerwiese am Übergang nach Kaltenleutgeben liegt, führt, vorbei an den Hochbehältern, ein beliebter Wanderweg.